# Розіт Альфред Ріхардович
Альфред (Адольф) Ріхардович Розіт (31 жовтня 1892, Ризький повіт Ліфляндської губернії, тепер Латвія — 5 серпня 1942, Челябінськ-40, Челябінська область, Російська Федерація) — радянський діяч, голова Орджонікідзевського крайвиконкому, народний комісар постачання Української СРР. Член Центральної Контрольної Комісії КП(б)У в червні 1930 — січні 1934 р. Член Ревізійної Комісії КП(б)У в січні 1934 — травні 1937 р. Член Комісії радянського контролю при РНК СРСР у лютому 1934 — листопаді 1938 р.

## Біографія
Народився в родині багатого селянина. У 1906 році закінчив волосне двохкласне приходське училище в Лоддігерській волості Ризького повіту.
У травні 1906 — вересні 1908 року — учень слюсаря Ризького заводу грошових шаф «Альберт і сини». У вересні 1908 — червні 1910 року — учень слюсаря, слюсар-монтер Ризького дизелебудівного заводу «Фельзнер і Ко». У липні 1910 — вересні 1911 року — слюсар-шліфувальник Ризького заводу «Дизель», слюсар Ризької фабрики ножів «Маузмер».
Член РСДРП(б) (Латиської соціал-демократичної робітничої партії) з серпня 1910 року.
У вересні — грудні 1911 року — під арештом у 3-й поліцейській дільниці міста Риги.
У грудні 1911 — жовтні 1913 року — слюсар, слюсар-інструментальник Ризьких заводів «Двигун», ґумотехнічного заводу «Провідник», заводу «Фенікс».
У листопаді 1913 — серпні 1914 року — рядовий 14-го Сибірського стрілецького полку російської армії у місті Читі. З серпня по грудень 1914 року воював на Західному фронті у Польщі, учасник Першої світової війни. Після важкого поранення з грудня 1914 по травень 1915 року лікувався у госпіталях та лазаретах Варшави, Мінська, Москви, Іваново-Вознесенська.
У червні — жовтні 1915 року — резервний кондуктор трамваю у місті Ризі. У жовтні 1915 — листопаді 1917 року — слюсар-інструментальник механічних заводів Шнейдера і «Промет» у місті Петрограді.
У листопаді 1917 — вересні 1918 року — член продовольчої управи Петроградської сторони у Петрограді.
У вересні 1918 — червні 1921 року — повітовий продовольчий комісар, член колегії Казанського губпродкому, заступник Казанського губернського продовольчого комісара, заступник народного комісара продовольства, народний комісар продовольства Татарської АСРР у місті Казані.
У червні 1921 — березні 1922 року — заступник голови Особливої продовольчої комісії 2-ї запасної армії Південно-Західного фронту в місті Кременчуці.
У березні — серпні 1922 року — начальник Господарсько-заготівельного управління Народного комісаріату продовольства Української СРР у Харкові.
У 1922 — вересні 1923 року — Чернігівський губернський продовольчий комісар.
У вересні 1923 — травні 1924 року — уповноважений Народного комісаріату продовольства РСФСР по Сибіру і Казахстану Сибірського продовольчого комітету (продкому) у місті Новосибірську. У травні 1924 року — голова ліквідаційного комітету Сибірського продкому. У травні 1924 — липні 1926 року — уповноважений по Сибіру і Казахстану акціонерного товариства «Хлібопродукт» у місті Новосибірську. Був членом Сибірського революційного комітету.
У липні 1926 — червні 1928 року — уповноважений Північно-Західної (Ленінградської) обласної контори акціонерного товариства «Хлібопродукт» у Ленінграді.
У червні 1928 — липні 1930 року — уповноважений правління Всеукраїнської контори всесоюзного державного акціонерного товариства «Союзхліб» у місті Харкові.
У липні 1930 — вересні 1931 року — заступник голови правління всесоюзного державного акціонерного товариства «Союзхліб» у Москві.
У вересні 1931 — листопаді 1932 року — заступник голови правління всесоюзного об'єднання цукрової промисловості «Союзцукор» у Москві.
15 грудня 1932 — березень 1934 року — народний комісар постачання Української СРР.
У березні 1934 — червні 1937 року — уповноважений Комісії радянського контролю при РНК СРСР по Західно-Сибірському краю у місті Новосибірську.
У червні — грудні 1937 року — в.о. голови виконавчого комітету Орджонікідзевської крайової ради у місті П'ятигорську. 11 липня 1937 року затверджений членом трійки УНКВС СРСР по Орджонікідзевському краю.
До листопада 1938 року — заступник начальника контори із закупівель хліба «Союзхлібторг» Центральної спілки споживчих товариств СРСР.
6 (7) листопада 1938 року заарештований органами НКВС. 28 серпня 1939 року справа призупинена «через психічні розлади обвинуваченого». 11 січня 1940 року направлений на примусове лікування до Казанської психіатричної тюремної лікарні. 4 листопада 1941 року знятий із примусового лікування, кримінальна справа була відновлена. 8 квітня 1942 року засуджений до 5 років виправно-трудових таборів у Воркуті. Помер у в'язниці № 1 (Челябінськ-40) в'язничного відділу УНКВС СРСР по Челябінській області.
Посмертно реабілітований 27 жовтня 1956 року.